# H.W. Hietkamp
Hendrik Willem Hietkamp (Serooskerke, 20 mei 1934) is een Nederlands politicus van de CHU en later het CDA.
Hij werd geboren als zoon van de Nederlands Hervormde dominee van Serooskerke J.J. Hietkamp die in 1936 in Vlissingen en vanaf maart 1944 in Rotterdam-Delfshaven dominee was. H.W. Hietkamp ging in Rotterdam naar de middelbare school en ging in 1952 werken bij de gemeente Capelle aan den IJssel en twee jaar later bij de gemeente Ridderkerk. Verder heeft hij westerse sociologie gestudeerd aan de Rijksuniversiteit Leiden waar hij vanaf 1960 tevens werkzaam was bij de staf van de sociologische faculteit. Nadat hij daar in 1962 was afgestudeerd werd hij in Middelburg waarnemend hoofd van het bureau Zeeland van bet ministerie van Cultuur, Recreatie en Maatschappelijk Werk (CRM) en begin 1968 werd hij daar het hoofd. Daarnaast was hij vanaf de gemeenteraadsverkiezingen van 1966 enkele jaren lid van de gemeenteraad van Middelburg. Hij bleef tot 1987 hoofd van het bureau Zeeland al was dat in 1982 komen te vallen onder het Ministerie van Welzijn, Volksgezondheid en Cultuur (WVC). In januari 1988 werd hij bij de inspectie van de jeugdhulpverlening (WVC) hoofd van de regio Zeeland/Zuid-Holland. In september van dat jaar werd Hietkamp benoemd tot burgemeester van Domburg wat hij zou blijven tot die gemeente  op 1 januari 1997 opging in de gemeente Veere.